# Atriceps-Insel
Die Atriceps-Insel (in Argentinien Isla Larga ‚Lange Insel‘) ist eine Insel im Archipel der Südlichen Orkneyinseln. Sie ist die südlichste in der Gruppe der Robertson-Inseln und liegt 5 km südlich des südöstlichen Endes der Coronation-Insel.
Der Falkland Islands Dependencies Survey nahm zwischen 1948 und 1949 eine Vermessung vor und benannte sie nach der Blauaugenscharbe (Phalacrocorax atriceps), zu deren Brutgebiet die Insel zählt.